# 259 î.Hr.

## Nașteri
- dată necunoscută: Qin Shihung-di  (d. 210 î.Hr.)
- dată necunoscută: Lucius Aemilius Papus  (d. ?)